# Bavo Defurne
Bavo Defurne (Gent, 1971) is een Belgisch filmregisseur.

## Biografie
Zijn eerste kortfilm Atlantis dateert uit 1990. Nadien volgden de kortfilms Rohypnol uit 1992, Trailer en Ludodrome uit 1993, Particularly Now, in Spring uit 1996, Saint uit 1997 (dat ook een onderdeel was van de compilatiefilm Rainbow Stories), Matroos uit 1998 en Kampvuur uit 2000. Vier kortfilms waaronder Kampvuur kwamen samen op DVD uit als Campfire (Strand Video).
Ludodrome werd bekroond met de Audience Highlight in Arnhem in 1995, Saint kreeg een speciale vermelding van de jury op het kortfilmfestival van Hamburg in 1996. en Kampvuur / Campfire kreeg de Film Four Short Film Prize in London op het Lesbian and Gay Film festival van 2000, de Special Jury Mention op het Torino Lesbian and Gay film festival in 2000 en de publieksprijs op het Torino Lesbian and Gay film festival in 2000.
Met zijn eerste langspeelfilm Noordzee, Texas uit 2011 behaalde hij op het Internationaal filmfestival van Montréal eind augustus 2011 de "Zilveren Zenith" voor Speelfilmdebuut en de Fipresci internationale persprijs in de Wereldcompetitie voor Eerste Films. Daarna begon hij het werk aan een tweede langspeelfilm met de titel "Souvenir" en heeft hij plannen voor de verfilming van Finistère van Fritz Peters uit 1951.

## Filmografie

### Films
- 2016: Souvenir
- 2011: Noordzee, Texas

### Korte films
- 2000: Kampvuur
- 1998: Matroos
- 1997: Rainbow Stories (Saint)
- 1997: Saint
- 1996: Particularly Now in Spring
- 1993: Trailer
- 1993: Ludodrome
- 1992: Rohypnol
- 1990: Atlantis